# فرودگاه برنس ریور
فرودگاه برنس ریور (به انگلیسی: Berens River Airport) یک فرودگاه همگانی باربری با کد یاتا YBV است که یک باند فرود صخره‌ای دارد و طول باند آن ۸۸۰ متر است. این فرودگاه در کشور کانادا قرار دارد و در ارتفاع ۲۲۲ متری از سطح دریا واقع شده‌است.

## شرکت‌های هواپیمایی و مقصدهای پروازی
| شرکت‌های هواپیمایی  | مقصدهای پروازی                  |
| ------------------ | ------------------------------- |
| Perimeter Aviation | وینیپگ جیمز آرمسترانگ ریچاردسون |
| Kitchi Airways     | جزیره ماتهسون                   |